# Práxedes Mateo Sagasta
Práxedes Mariano Mateo Sagasta y Escolar (21. července 1825 Torrecilla en Cameros – 5. ledna 1903 Madrid) byl španělský politik, klíčová postava španělské politiky 2. poloviny 19. století. V letech 1871–1872, 1874, 1881–1883, 1885–1890, 1892–1895, 1897–1899 a 1901–1902 byl premiérem Španělska. Celkem strávil ve funkci premiéra 13 let a 175 dní. Byl tak nejdéle sloužícím španělským premiérem v 19. století a druhým nejdéle sloužícím v celé historii (za Francisco Francem). Byl zakladatelem a prvním předsedou Liberální strany (Partido Liberal), v letech 1876–1902. Tato strana byla jednou ze dvou nejdůležitějších politických sil Španělska své doby (spolu s Konzervativní stranou Antonia Cánovase del Castilla). Byl znám jako vynikající řečník.

## Život
Během studia na stavební škole v Madridu v roce 1848 byl jediným studentem, který odmítl podepsat dopis na podporu královny Isabely II. Byl již tehdy členem Pokrokové strany (Partido Progresista). Poté vystudoval Polytechniku v Madridu. V roce 1857, ve svých 32 letech, byl jmenován profesorem nově vytvořené školy veřejných prací, kde pak devět let vyučoval topografii a stavebnictví. V roce 1858 byl jmenován zástupcem ředitele této školy.
V roce 1854 byl prvně zvolen do generálních kortesů, za Pokrokovou stranu. V roce 1857 se připojil k redakci novin La Iberia a později, po smrti jejich zakladatele Calva Asensia, koupil od jeho vdovy majetkový podíl v těchto novinách, načež je vlastnil a vedl. Udělal z nich do značné míry svou osobní tribunu.
Od roku 1865 spolupracoval na revolučních aktivitách s generálem Primem, v roce 1866 se účastnil povstání v kasárnách San Gil, vzpoury organizované s cílem sesadit Isabelu II. z trůnu. Za účast na zmíněné vzpouře byl zatčen, souzen a odsouzen k trestu smrti, ale podařilo se mu uprchnout a odejít do exilu ve Francii. Po slavné revoluci v roce 1868 se vrátil do Španělska, aby se zúčastnil budování nového režimu. V prozatímní vládě, které předsedal generál Serrano, byl jmenován ministrem vnitra. Podílel se na vzniku ústavy z roku 1869, která byla vtělením jeho ideálu demokratické monarchie. Vstoupil do Konstituční strany. Roku 1870 se stal ministrem zahraničí, v roce 1871 byl prvně zvolen premiérem, podruhé roku 1874, to již vedl i Konstituční stranu.
Po schválení ústavy v roce 1876 a návratu historické dynastie (Bourbonů) na trůn, s nímž se smiřoval jen neochotně, založil Liberální stranu. Jejím úkolem bylo vracet do systému, který se roku 1876 do značné míry oddemokratizoval, znovu demokratické a liberální prvky. Přispěl k založení systému pokojného střídání (turno pacífico), kdy se u moci střídaly dvě hlavní strany a skončila tak éra politické nestability, která španělskou politiku dlouho zatěžovala. Tento systém byl ještě posílen Paktem z paláce El Pardo (Pacto de El Pardo) z roku 1885. Pakt (jakási "opoziční smlouva") v sobě obsahoval i určité manipulace s volbami, jež měly nadvládu dvou největších stran pojistit. Tím Sagasta popřel své staré demokratické zásady. Pakt fungoval do roku 1909, systém turno pacífico ale skončil až roku 1923.
I když jeho kompromisy po roce 1876 byly i předmětem kritiky, jeho plán postupné demokratizace mu vycházel. Roku 1881 znovu dosadil profesory vyloučené z univerzit pro své politické názory, v roce 1883 rozšířil svobodu tisku, roku 1887 prosadil svobodu sdružování, která umožnila rozvoj odborů, v roce 1888 zavedl porotní soudy a roku 1890 konečně prosadil všeobecné volební právo pro muže. Velmi ostře ale vystupoval proti vzmáhajícímu se socialismu, První internacionálu nazval "zločinnou utopií".
Velkým problémem, kterému čelil, byl neklid v koloniích. Zejména konzervativní kubánští plantážníci byli jeho zavilými nepřáteli. Uvažoval o tom, že by zejména na Kubě umožnil autonomii, ale nikdy se k tomu zcela neodhodlal. Výsledkem bylo povstání a s ním související španělsko-americká válka v roce 1898 (Američané využili povstání k intervenci a šíření svého vlivu do střední Ameriky a jihovýchodní Asie). Válce Sagasta čelil přímo ve funkci premiéra a stala se jeho největší politickou porážkou. Španělsko ve válce ztratilo všechny své zbývající kolonie. Sagasta musel podepsat potupnou pařížskou mírovou smlouvu roku 1898, v níž se Španělsko zřeklo Kuby, Filipín, Portorika a Guamu. Jeho političtí oponenti to považovali za vlastizradu. Z politiky ho to však nevytlačilo, svou poslední demisi na post předsedy vlády podal až 10. prosince 1902. Zemřel pouhý měsíc poté. Byl pohřben v Pantheonu slavných mužů v Madridu.
Byl svobodným zednářem. Dosáhl 33. stupně zasvěcení, avšak 14. listopadu 1894 se zednářství veřejně zřekl, aby prokázal zpochybňovanou loajalitu monarchii.